# Starksia smithvanizi
Starksia smithvanizi är en fiskart som beskrevs av Williams och Mounts 2003. Starksia smithvanizi ingår i släktet Starksia och familjen Labrisomidae. Inga underarter finns listade i Catalogue of Life.